# Amt Löwenburg

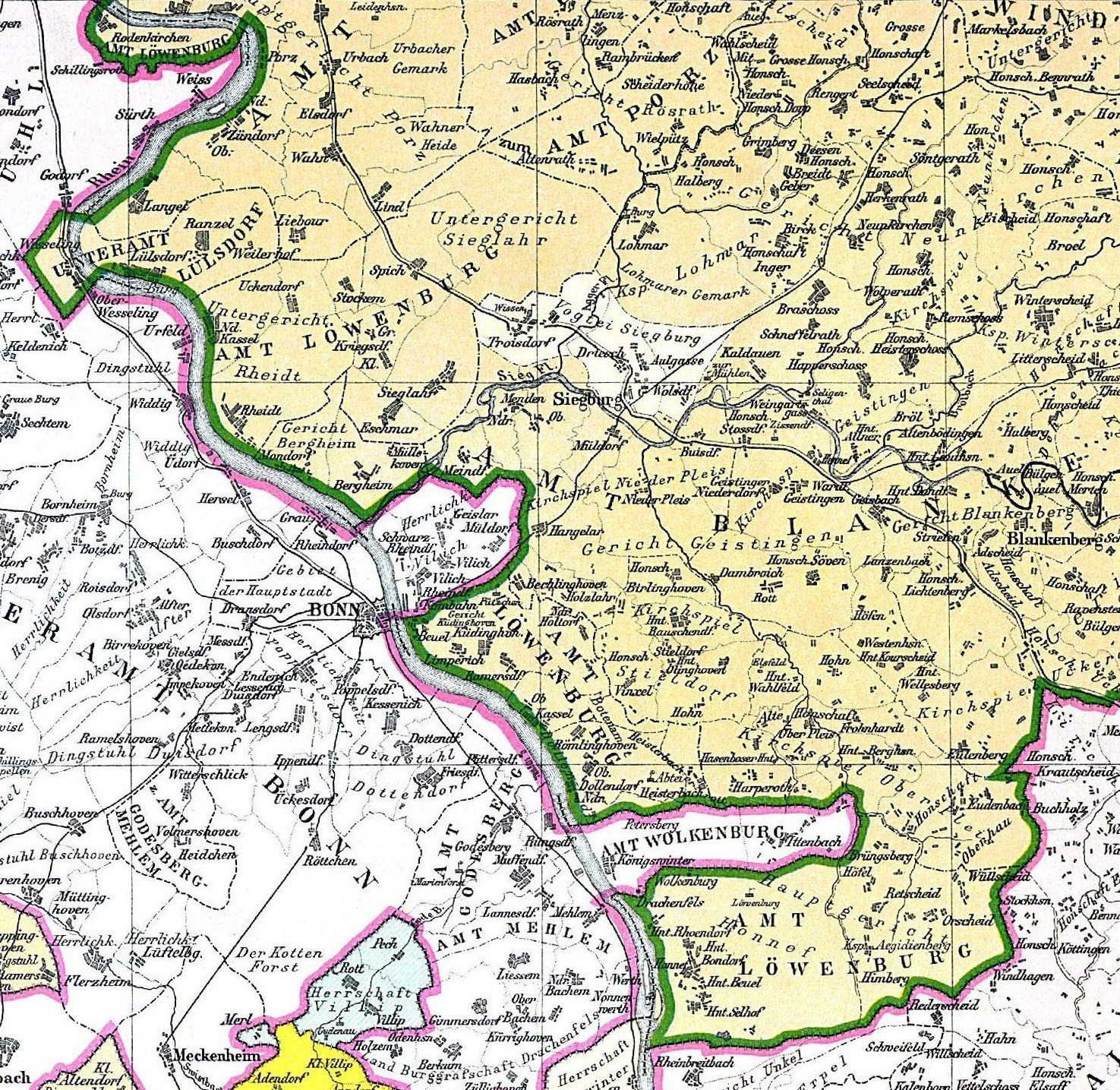
Amt Löwenburg 1789 nach einer Karte von Wilhelm Fabricius

Das Amt Löwenburg war eine am Siebengebirge gelegene Verwaltungseinheit des historischen Herzogtums Berg, benannt nach dem Amtssitz Löwenburg. Das Amt ging aus der früheren Gaugrafschaft Löwenburg hervor. Kartiert wurde es unter anderem von Carl Friedrich von Wiebeking. Dessen zusammen mit Johann Christoph Bechstatt aufgenommene Topographisch-Militairische Karte des Herzogthums Berg von 1799 hat die Schreibweise Amt Löwenberg.

## Geschichte

### Vorgeschichte
Am 21. Januar 1333 trugen Heinrich von Löwenberg und seine Gemahlin Agnes von Cuyk dem Grafen Wilhelm von Jülich den größten Teil ihres Landes zu Lehen auf. Fünf Jahre später stellten sie ihren Besitz unter den Schutz des Grafen Dietrich von Loen und Chiny, Herr zu Heinsberg und Blankenberg. Dieser übernahm nach dem Tod Heinrichs 1350 die Herrschaft über das Land Löwenburg. Nach dem Aussterben der Herren von Loen-Heinsberg im Jahr 1448 kam die Herrschaft Löwenburg dann an die Grafen von Nassau-Saarbrücken und schließlich im Jahre 1484 durch Heirat der Erbin Elisabeth von Nassau mit dem Herzog Wilhelm III. an das Herzogtum Berg und wurde diesem am 14. März desselben Jahres als Amt Löwenburg eingegliedert.

### Amt im Herzogtum Berg
Der Verwaltungssitz war anfänglich die auf dem heutigen Gebiet der Stadt Bad Honnef gelegene Löwenburg, die nach zahlreichen Besitzerwechseln im Jahr 1484 an das Herzogtum Jülich-Berg gefallen war. Das Amt wurde bis 1553 meist von der Burg aus verwaltet, wo der Amtmann unter der bergischen Verwaltung zumindest ab 1515 seinen Sitz hatte.

#### Amtssitz Burg Lülsdorf
Anschließend wurde das Amt Löwenburg in einer Art Verwaltungsvereinfachung mit dem Unteramt Lülsdorf unter einen gemeinsamen Amtmann gestellt, der seinen Wohnsitz regulär bis etwa 1630 auf der Burg Lülsdorf hatte und anschließend zeitweise in Honnef ansässig war. Die Finanzverwaltung und das Gerichtswesen der beiden Ämter Löwenburg und Lülsdorf blieben getrennt.
Ab 1555 wurde mit Einführung des sog. Römischen Rechts im Herzogtum Berg für das Amt Löwenburg ein professioneller Richter eingesetzt, der seinen Wohnsitz zunächst über längere Zeit im Rhöndorfer Haus im Turm, in Honnef und schließlich im 18. Jahrhundert in der Kommende Ramersdorf hatte. Der Richter nahm bis 1752 als Rentmeister auch die Funktion des Finanzverwalters des Amtes Löwenburg wahr. In Honnef als dem Hauptgericht des Amtes, zu dessen Bezirk ab 1555 auch Aegidienberg gehörte, fanden neben Zivil- auch Strafprozesse statt. In das Gericht wurden aus Honnef fünf und aus Aegidienberg zwei Schöffen, ab 1745 ein Schöffe, entsandt. Bis ins 18. Jahrhundert wurden dort auch Todesstrafen ausgesprochen und anschließend auf der Richtstätte im Lohfeld vollstreckt. Als Gefängnis diente dem Hauptgericht das Hontes genannte Gemeindehaus in Honnef.

#### Amtmänner ab 1484
- Rabod (Berthold) von Plettenberg (bis 1490)
- Bertram von Nesselrode (bis etwa 1540)
- Franz von Hatzfeld (bis 1553)[8]
- Dietrich Quadt (1553–1557)
- Jost (Jodukus) von Eller (1557–1568)
- Daem (Adam) von Harff (1569–1596)
- Gottfried (Vater und Sohn) von Steinen (1597–1630)
- Wilhelm Friedrich von Zweiffel (1630–1636)
- Wilhelm von Zweiffel (1636–1656)
- Gumprecht von Velbrück (1656–1666)
- Johann Friedrich von Buer (Bawyr) zu Frankenberg (1666–1689)
- Friedrich Ferdinand Bawyr von Frankenberg (1689–1720)
- Franz Anton Bawyr von Frankenberg (1720–1735)
- Franz Hugo von Dalwigk (1735–1790)
- Arnold Gottfried von Bevern (ab 1790)[9]

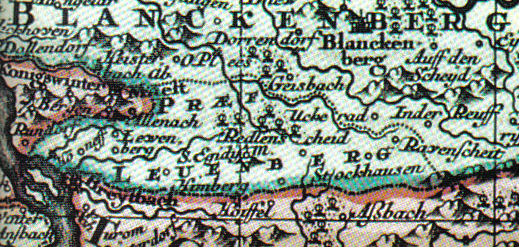
Die Präfektur Leuenberg als Teil des Herzogtums Berg um 1730 nach einer Karte von Matthias Seuter

#### Gebiet des Amtes Löwenberg
Zum Amt Löwenburg gehörten die Kirchspiele Honnef (Hauptgericht), Aegidienberg, Nieder- und Oberdollendorf (Untergericht), Oberkassel, Beuel mit Küdinghoven (Untergericht), Rheidt (Untergericht), Niederkassel, Rodenkirchen (Untergericht) und Sieglar (Untergericht) sowie das Unteramt Lülsdorf. 1732 waren nur noch Gerichte in Honnef, Oberdollendorf, Rheidt und Sieglar ansässig. Als Ehren- und Schutzwache, später auch als Sicherheits- und Polizeidienst im Amt Löwenburg fungierten die sog. „Kugelschützen“ (auch „Kogelschützen“ oder „Gugelschützen“). Sie bestanden aus zeitweise bis zu 300 Männern und waren ihrem Hauptmann, dem Löwenburger Amtsrichter unterstellt.
Ploennies' Topographie von 1715 Topographia Ducatus Montani Erich Philipp Ploennies:
"Von dem Ambt Lewenberg

„Diesem Ambt wird die Vogtei Lülsdorf beigezählet, und bestehet solche aus vier Kirchspielen als 1. Lülsdorf, 2. Mondorf, 3. Bercheim, 4. Volberg. Ohne diese gedachts Kirchspiel aber hat das Teil, welches unter dem Ambtsrichter stehet noch 9 Kirchspiel: 1. OberCaßel, 2. NiederCaßel, 3. Rath (Rheidt) 4. Sieglohr, 5. Rantzel (Ranzel), 6. Oberdollendorf, 7. Unter Dollendorf, 8. Honnef, 9. Gilgenberg (Aegidienberg). Alle dies benannte Kirchspiel, ausgenommen OberCaßel, sind katholisch, und das Ambt, ob es gleich meistenteils am Rhein gelegen, ist doch etlichen Ortes über die Maßen bergig, sintemal das hohe Gebürg, die Sieben Gebürg genannt, darin liegen. Sonsten ist es ein gutes Ambt und Land, zumalen dasjenige, was unten am Rhein gelegen.“

Victor Loewe: Beschreibung des Herzogtums Berg (1740)
Amt Löwenburg:

„... Dieses Amt führet den Namen Lewenberg von einem Berge, welcher einem liegenden Löwen nicht ohngleich, allwo auch ein Schloß gestanden ... Die Unterthanen haben wenig Acker, Wiese und, dagegen gute Weingartens, und ist der rothe der beste. Die Leute müssen schwere Contribution davon bezahlen, weswegen die Unterthanen meist aus geringe Leut bestehen. Zu Königswinter ist ein guter Steinbruch, welcher weit und breit zu Fenster und Thürrahmen gebraucht wird... .“

Das Siebengebirge als geographischer Begriff wird ebenfalls dem Amt Löwenburg zugerechnet, die vorhergehende Bezeichnung war „Löwenburger Land“ (im Gegensatz zum historischen Land Löwenberg und der heutigen Gemeinde Löwenberger Land in Brandenburg).
1806 ging das Herzogtum Berg im Zusammenhang mit der Bildung des Rheinbundes im napoleonischen Großherzogtum Berg auf. Das Amt Löwenburg blieb zunächst, erweitert um das Verwaltungsgebiet der aufgelösten kurkölnischen Ämter Wolkenburg und Vilich, bestehen. Mit Einführung der Munizipal-Verwaltungsordnung vom 12. Dezember 1808 wurde das Amt Löwenburg aufgelöst. 1814 wurde auch die Truppe der Löwenburger Kugelschützen aufgelöst.